# باشگاه فوتبال وارزیم
باشگاه فوتبال وارزیم (به پرتغالی: Varzim Sport Club) یک باشگاه فوتبال حرفه‌ای در کشور پرتغال است که در سال ۱۹۱۵ تأسیس شده‌است.

## ورزشگاه خانگی
این باشگاه فوتبال حرفه‌ای، مسابقات خانگی خود را در ورزشگاه باشگاه ورزشی وارزیم که دارای ظرفیت ۱۱۰۰۰ نفر است برگزار می‌کند.